# Pattinaggio di figura ai I Giochi olimpici giovanili invernali - Danza sul ghiaccio
La gara di danza sul ghiaccio di pattinaggio di figura ai I Giochi olimpici giovanili invernali di Innsbruck 2012 si è tenuta alla Olympiahalle il 15 e il 17 gennaio. Hanno preso parte a questa gara 24 atleti in rappresentanza di 11 nazioni.

## Risultati
| Pos.    | Nome                                 | Nazione     | Totale | PC    | PL    |
| ------- | ------------------------------------ | ----------- | ------ | ----- | ----- |
| Oro     | Anna Janovskaja Sergej Mozgov        | Russia      | 146,96 | 60,19 | 86,77 |
| Argento | Oleksandra Nazarova Maksym Nikitin   | Ucraina     | 131,68 | 57,44 | 74,24 |
| Bronzo  | Marija Simonova Dmitrij Dragun       | Russia      | 125,22 | 54,11 | 71,11 |
| 4       | Rachel Parsons Michael Parsons       | Stati Uniti | 114,22 | 44,69 | 69,53 |
| 5       | Estelle Elisabeth Romain Le Gac      | Francia     | 106,42 | 42,60 | 63,82 |
| 6       | Karina Uzurova Il'jas Ali            | Kazakistan  | 102,77 | 43,71 | 59,06 |
| 7       | Jana Čejková Alexander Sinicyn       | Rep. Ceca   | 92,72  | 37,38 | 55,34 |
| 8       | Jasmine Tessari Stefano Colafato     | Italia      | 88,15  | 38,00 | 50,15 |
| 9       | Christine Smith Simon Eisenbauer     | Austria     | 78,26  | 32,22 | 46,04 |
| 10      | Jaŭhena Tkačenka Jurij Gulicki       | Bielorussia | 74,56  | 31,90 | 42,66 |
| 11      | Millie Paterson Edward Carstairs     | Regno Unito | 71,05  | 30,70 | 40,35 |
| 12      | Victoria-Laura Lõhmus Andrei Davõdov | Estonia     | 70,78  | 26,67 | 44,11 |